# Прапор Вараша
Пра́пор Вараша затверджений міською радою 29 січня 2001 р. та змінами від 20 грудня 2016 року № 474
Автор прапора — художник Максимчук Сергій Ігорович.

## Опис
Прапор міста Вараш являє собою прямокутне полотнище із співвідношенням ширини до довжини 2:3. Біля древка в трикутнику білого кольору знаходиться зображення герб міста. Решта полотнища розділена на дві рівні частини по горизонталі: верхня – голубого кольору, нижня – зеленого.  
Зелений та синій кольори вказують на знаходження Вараша в Поліському краї.